# Cal·losciürinis
Els cal·losciürinis (Callosciurini) formen una de les dues tribus de rosegadors cal·losciürins de la família dels esciúrids, que compren 61 espècies distribuïdes en 13 gèneres. Totes les espècies viuen al sud-est asiàtic. La tribu va ser descrita el 2003 per Mercer i Roth.

## Taxonomia
El registre fòssil més antic data de fa 8,7 milions d'anys, durant el Tortonià, va ser trobat a Lufeng, a la província xinesa de Yunnan. Estava format per 3 espècimens de gènere Dremomys, dos del gènere Callosciurus i un del gènere Tamiops.
Gèneres vivents:
- Callosciurus
- Dremomys
- Exilisciurus
- Glyphotes
- Hyosciurus
- Lariscus
- Menetes
- Nannosciurus
- Prosciurillus
- Rhinosciurus
- Rubrisciurus
- Sundasciurus
- Tamiops